# Viuz-la-Chiésaz
Viuz-la-Chiésaz – miejscowość i gmina we Francji, w regionie Owernia-Rodan-Alpy, w departamencie Górna Sabaudia.
Według danych na rok 1990 gminę zamieszkiwało 818 osób, a gęstość zaludnienia wynosiła 59 osób/km² (wśród 2880 gmin regionu Rodan-Alpy Viuz-la-Chiésaz plasuje się na 893. miejscu pod względem liczby ludności, natomiast pod względem powierzchni na miejscu 852.).